# Bundesstraße 211
Pour les articles homonymes, voir Route 211.
La Bundesstraße 211 est une Bundesstraße du Land de Basse-Saxe.

## Histoire
La route locale reliait la résidence d'Oldenbourg au château d'Ovelgönne, construit en 1514, qui est le centre politique du Wesermarsch de 1664 à 1859. Après la pluie, ce chemin, qui passe par des marais, est souvent impraticable.
À partir de 1847, la route terrestre reliant le port de Brake et la ville d'Oldenburg est étendue à une chaussée. Les klinkers pour la construction de routes sont fabriquées à Bockhorn et transportées par bateau à Brake. Le sable de la Weser est utilisé pour réduire les coûts. En 1849, la route menant à Oldenbrok est achevée et, en 1852, l’ensemble du trajet menant à la chaussée de Varel. À partir de 1852 également, un omnibus roule deux fois par jour entre Brake et Oldenbourg. En raison de la construction de la route, l'importance économique de Brake augmente tant qu'elle reçoit les droits de la ville en 1856.
Vers 1937, cette route de campagne est érigée en Reichsstraße, bien que les routes historiques en clinker ne soient pas adaptées aux vitesses élevées et soient enfoncées à certains endroits dans le sol marécageux en raison de la charge élevée. En 1946, une liaison par bus entre Oldenbourg et Nordenham est fournie, laquelle est reprise en 1952 par la Deutsche Bundesbahn et remplace le trafic ferroviaire entre Brake et Oldenbourg.
Le tronçon de 7,4 km entre le centre d'Ovelgönne et la B 212 près de Brake doit être remplacé après une décision d'approbation du plan prise le 2 juin 2008 par une voie de contournement nouvellement construite. Les premiers travaux préliminaires ont lieu en 2013. Le 9 juillet 2009, le processus d'approbation de la planification pour la construction d'une déviation sud autour du village de Loy (commune de Rastede) est ouvert. La cérémonie d'inauguration a lieu le 12 décembre 2012, la section est achevée fin 2014.

## Source
- (de) Cet article est partiellement ou en totalité issu de l’article de Wikipédia en allemand intitulé « Bundesstraße 211 » (voir la liste des auteurs).

1. ↑  (de) « Die Bundes- und Reichsstraßen in Deutschland - Nr. 166 bis 327 » [archive du 18 février 2009], sur home.arcor.de (consulté le 16 juillet 2025)